# Elecciones presidenciales de Moldavia de 2016
Las elecciones presidenciales se celebraron en Moldavia el 30 de octubre de 2016. Fueron las primeras elecciones presidenciales directas desde 1996 y seguidas de una declaración por el Tribunal Constitucional el 4 de marzo de 2016 que al revisar la Constitución del 2000 condujo a que un presidente elegido de forma indirecta por el Parlamento era inconstitucional. Las elecciones fueron ganadas por Igor Dodon del Partido de los Socialistas de la República de Moldavia (PSRM).

## Resultados
| Candidato                            | Partido                                                | Primera vuelta | Primera vuelta | Segunda vuelta | Segunda vuelta |
| Candidato                            | Partido                                                | Votos          | %              | Votos          | %              |
| ------------------------------------ | ------------------------------------------------------ | -------------- | -------------- | -------------- | -------------- |
| Igor Dodon                           | Partido de los Socialistas de la República de Moldavia | 680.550        | 47,98          | 834.081        | 52,11          |
| Maia Sandu                           | Acción y Solidaridad                                   | 549.152        | 38,71          | 766.593        | 47,89          |
| Dumitru Ciubașenco                   | Nuestro Partido                                        | 85.466         | 6,03           |                |                |
| Iurie Leancă                         | Partido Popular Europeo                                | 44.065         | 3,11           |                |                |
| Mihai Ghimpu                         | Partido Liberal                                        | 25,490         | 1.80           |                |                |
| Valeriu Ghilețchi                    | Independiente                                          | 15.354         | 1,08           |                |                |
| Maia Laguta                          | Independiente                                          | 10.712         | 0,76           |                |                |
| Silvia Radu                          | Independiente                                          | 5.276          | 0,37           |                |                |
| Ana Guțu                             | Partido "La Derecha"                                   | 2.453          | 0,17           |                |                |
| Votos nulos                          | Votos nulos                                            | 22.216         | –              | 13.341         | –              |
| Total                                | Total                                                  | 1.440.734      | 100            | 1.614.015      | 100            |
| Habitantes inscritos / Participación | Habitantes inscritos / Participación                   | 2.929.679      | 49,18          | 3.020.521      | 53,45          |
| Fuente: CEC, CEC                     |                                                        |                |                |                |                |

- Datos: Q23022550